# Sockermassa
Sugarpaste, eller sockerpasta, är en sockermassa som används på samma sätt som marsipan, till exempel att täcka tårtor med. Sugarpaste är till skillnad från marsipan kritvitt och innehåller ingen mandel. Den är dessutom mer lättarbetad och lämpar sig främst för att täcka tårtor med.